# 꼬리신경얼기
꼬리신경얼기(coccygeal plexus), 또는 미골신경총은 꼬리뼈 근처의 신경얼기이다.

## 구조
이 신경얼기는 넷째와 다섯째 엉치신경(S4, S5)의 앞가지와 꼬리신경(Co)의 앞가지에 의해 형성된다. S4 성분은 상대적으로 적고 S5 성분은 많다. 꼬리신경얼기에서 항문꼬리신경이 갈라져 나온다.

## 같이 보기
- 엉치신경얼기

## 참고 문헌
1. ↑  “Coccygeal Nerve - an overview | ScienceDirect Topics”. 《www.sciencedirect.com》. 2021년 6월 4일에 확인함.